# Pork and Beans
Pork and Beans è un singolo del gruppo musicale statunitense Weezer, il primo estratto dal sesto album studio Weezer; venne pubblicato il 24 aprile 2008. Ha debuttato alla diciannovesima posizione della Billboard Alternative Songs, ed ha trascorso undici settimane alla vetta della classifica, e ad oggi si tratta del maggior successo degli Weezer negli Stati Uniti. Inoltre la canzone ha ottenuto buoni riscontri nelle classifiche di diversi paesi come Canada, Irlanda e Regno Unito.

## Video musicale
Il video musicale di Pork and Beans è stato diretto da Mathew Cullen per la compagnia di produzione Motion Theory ed è stato presentato dal gruppo sul proprio canale YouTube il 23 maggio 2008. Il video include numerosi personaggi divenuti famosi grazie a YouTube stesso e diversi tormentoni esplosi su internet come l'eruzione Coca-Cola Light e Mentos o Evolution of Dance. Il video ha fatto guadagnare al gruppo un Grammy Award.

## Tracce
Vinile (Part 1) DGC / Interscope 1774362
1. Pork and Beans – 3:11
2. Love My Way – 3:06

Vinile (Part 2) DGC / Interscope 1774363
1. Pork and Beans – 3:11
2. Oddfellows Local 151 – 2:57

## Classifiche
| Classifica (2008)                       | Posizione più alta |
| --------------------------------------- | ------------------ |
| US Billboard Alternative Songs          | 1                  |
| US Billboard Hot Mainstream Rock Tracks | 25                 |
| US Billboard Hot 100                    | 64                 |
| US Billboard Pop 100                    | 70                 |
| Canada                                  | 29                 |
| Europa                                  | 92                 |
| Irlanda                                 | 42                 |
| Regno Unito                             | 33                 |
| US Digital Songs                        | 47                 |
| US Adult Top 40                         | 35                 |

## Formazione
- Rivers Cuomo - voce, chitarra ritmica
- Brian Bell - chitarra solista
- Scott Shriner - basso
- Patrick Wilson - batteria
- Jacknife Lee - produzione